# María Mallo
María Mallo Zurdo (Madrid, 1981) es una arquitecta multidisciplinar española, profesora e investigadora. En sus obras híbrida artesanía y técnicas digitales de fabricación, centrando su práctica en la investigación de geometrías naturales.

## Formación
Nació en Madrid en 1981. Estudió en la Escuela Técnica Superior de Arquitectura de Madrid (ETSAM), de donde se licenció en 2006. En su proyecto de final de carrera, un hotel naturista en Gran Canaria, aparecen ya varios de los temas que se repiten a lo largo de su trayectoria inspirándose en la naturaleza y mostrando el camino entre lo intuitivo y lo técnico.
En 2010 obtuvo la titulación de Técnico Superior en Artes Aplicadas a la Escultura de la Escuela de Artes y Oficios de la Palma (Madrid). Se doctoró en arquitectura en la Escuela Técnica Superior de Arquitectura de la Universidad Politécnica de Madrid (UPM) en 2015. Y realizó su tesis doctoral con el título Sistemas radiolarios: geometrías y arquitecturas derivadas. Este trabajo trata sobre el estudio de los radiolarios, (organismos marinos unicelulares microscópicos) a partir de los cuales ha diseñado estructuras biomiméticas con geometría compleja, desde joyas hasta arquitectura, pasando por muebles.

## Trayectoria
En 2005 fundó, junto con otros colaboradores, el colectivo de arquitectura León 11, concebido a la vez como espacio de trabajo y colectivo de arquitectura, y del que fue miembro hasta 2012. León 11 fue un espacio común de pensamiento y trabajo que dio lugar a múltiples colaboraciones e iniciativas, entre las cuales cabe mencionar Mecedorama, Manu-facturas o Poliedro.
En 2011, fundó y codirigió junto a Lys Villalba y Juanito Jones, Mecedorama, empresa dedicada al diseño y fabricación artesanal de mecedoras. Participaron con ella en la feria de Turín en 2012, en el Salone Satellite de Milán, el Product Desig Madrid y Just Mad en 2013, y estuvo abierta hasta el 2018.
Entre julio y agosto de 2014, consiguió la residencia de investigación y producción artística “Estudio busca talento” de la Fundación Banco Santander con la colaboración de Matadero Madrid y el apoyo de Openbank.
Ha impartido docencia en varias escuelas, siendo profesora de Diseño de Producto y Diseño de Interiores en el Istituto Europeo di Design (IED), y profesora asociada de ETS de Arquitectura de la Universidad Politécnica de Madrid de la asignatura Ideación Gráfica Arquitectónica.

## Obras
- En 2009, con el colectivo Leon 11, participó en el Concurso internacional XI Thyssenkrupp, con el proyecto Elevator Tower: Laboratory for Research of Movile Prototypes.[12]
- En 2012 es seleccionada para la IX Competición de Creación de Empresas de Actua UPM con el proyecto Centro de Producción Creativa (CPC).[7] En ese mismo año, Mallo fue seleccionada en el certamen de arte EXPLUM, con la pieza colectiva Arquitectura en proceso.[7]
- En 2013, con el proyecto Ecocentro, forma parte de la la exposición ARCHIPAPER, Dibujos Desde el Plano, organizada por la Agencia Española de Cooperación Internacional para el Desarrollo (AECID) dependiente del Ministerio de Asuntos Exteriores.[13]
- En 2017 participa en la Biennale d’Architecture d’Orléans con Supercluster, una instalación suspendida, de piezas de pvc unidas con bridas, que actualmente es propiedad de Frac Centre-Val de Loire (Francia).[14]
- También en 2017 participa en la exposición En los cantos nos diluimos en la Sala de Arte Joven de la Comunidad de Madrid.[15]
- Breeding Space es un proyecto dirigido por Mallo, expuesto en la Bienal de arte y arquitectura de Rabat de 2019.[16]

## Reconocimientos
En 2011, como parte del equipo Made In gana el concurso internacional para la construcción del Maritime Cultural and Popular Music Center de la ciudad taiwanesa de Kaohsiung.